# Winten (Hellenthal)
Winten ist ein Ortsteil der Gemeinde Hellenthal im Kreis Euskirchen, Nordrhein-Westfalen.

## Lage
Der Ortsteil liegt südöstlich von Hellenthal und südlich von Wildenburg. Durch den Ort führt die Kreisstraße 61. 
Die VRS-Buslinie 837 der RVK verbindet den Ort, überwiegend als TaxiBusPlus nach Bedarf, mit seinen Nachbarorten und mit Hellenthal.
| Linie | Verlauf |
| ----- | --- |
| 837   | MiKE (außer im Schülerverkehr): Hellenthal Busbf – Blumenthal – Dommersbach – Kammerwald – Reifferscheid – (Zingscheid –) Wiesen – Manscheid – (Bungenberg –) Winten – (Heiden –) Unterschömbach – Oberschömbach – Kreuzberg – Hecken (– Paulushof) |

## Geschichte
Winten gehörte ursprünglich zur Gemeinde Wahlen. Am 1. Juli 1969 wurde Wahlen nach Kall eingemeindet. Am 1. Januar 1972 wurde Winten mit weiteren Ortschaften, die früher der Gemeinde Wahlen angehört haben, nach Hellenthal umgegliedert.
Im Rahmen einer Dorferneuerungsmaßnahme wurde 1998/1999 die Grünfläche vor dem Sportplatz neugestaltet.